# Luigi Birarda
Luigi Birarda (Sedegliano, 1904 – Madrid, 19 marzo 1937) è stato un militare italiano, insignito della medaglia d'oro al valor militare alla memoria nel corso della guerra di Spagna.

## Biografia
Nacque a Sedegliano nel 1904, figlio di Vittorio e Ergenide Tusini Masetti. 
Studente presso la facoltà di architettura del Politecnico di Milano. Venne nominato sottotenente di complemento dell'arma di artiglieria nel settembre 1928, e fu poi ammesso a frequentare il corso straordinario presso la Scuola di applicazione di artiglieria di Torino per avere la promozione a sottotenente di artiglieria in servizio permanente effettivo, che ottenne nell'agosto 1930. Dopo aver ricoperto vari incarichi, fu promosso tenente nel 40º Reggimento artiglieria divisionale e fu inviato a combattere nella guerra di Spagna come comandante della 1ª Batteria del Gruppo misto da 100/17. Cadde in combattimento sulla strada per Madrid il 19 marzo 1937 e fu successivamente insignito della medaglia d'oro al valor militare alla memoria. Il Politecnico di Milano gli conferì la laurea ad honorem.